# Chiamami Salomè
Chiamami Salomè è un film drammatico del 2005 diretto da Claudio Sestieri e uscito nelle sale il 9 maggio 2008. È una versione attualizzata di Salomè, dramma di Oscar Wilde.

## Trama
Erode è un boss napoletano che gestisce il The Last Emperor, un locale malfamato, ed Erodiade è la sua viziosa compagna. Salomè è una giovane, immatura e bella ragazza, desiderata da tanti uomini tra i quali il patrigno Erode. Giovanni è un contestatore tenuto in prigionia dagli amici di Erode che inizia a leggere i testi sacri fino a perdere il senno diventando "il profeta".
La passione e gli intrighi tra i diversi personaggi costruiscono un intreccio di drammi personali e di tragedie.